# Список картин Алексея Гавриловича Венецианова
Ниже перечислены картины русского живописца Алексея Гавриловича Венецианова.
| Картина | Название                                                               | Год создания                 | Техника                            | Размеры (см) | Галерея                                                                          |
| --- | ---------------------------------------------------------------------- | ---------------------------- | ---------------------------------- | ------------ | -------------------------------------------------------------------------------- |
| | Портрет матери, А. Л. Венециановой                                     | 1801                         | Холст, масло                       | 74 × 66      | Государственный Русский музей                                                    |
| | Портрет молодого человека в испанском костюме                          | 1804                         | Бумага, пастель                    | 55 × 47      | Государственный Русский музей                                                    |
| | Портрет А. И. Бибикова                                                 | Между 1803 и 1806            | Холст, масло                       | 71 × 62      | Государственный Русский музей                                                    |
| | Портрет неизвестного с газетой «Санкт-Петербургские ведомости»         | 1807                         | Бумага, пастель                    | 58,5 × 42,5  | Государственный Русский музей                                                    |
| | Портрет А. И. Бибикова                                                 | между 1807 и 1809            | Бумага, пастель                    | 54 × 42,5    | Государственный Русский музей                                                    |
| | Портрет А. С. Бибиковой                                                | между 1807 и 1809            | Бумага, пастель                    | 42 × 34,5    | Государственный Русский музей                                                    |
| | Автопортрет                                                            | 1811                         | Холст, масло                       | 32,9 × 26,5  | Государственная Третьяковская галерея                                            |
| | Автопортрет                                                            | 1811                         | Холст, масло                       | 67,5 × 56    | Государственный Русский музей                                                    |
| | Портрет К. И. Головачевского с тремя воспитанниками Академии художеств | 1811                         | Холст, масло                       | 143,5 × 111  | Государственный Русский музей                                                    |
| | Отдых на пути в Египет                                                 | 1811                         | Пергамент, пастель                 | 67 × 89      | Государственный Русский музей                                                    |
| | Портрет М. А. Фонвизина                                                | 1812                         | Пергамент, пастель                 | 51,5 × 41,3  | Государственный Эрмитаж                                                          |
| | Портрет Н. И. Горбунова                                                | 1812 (?)                     | Бумага, пастель                    | 53,5 × 42,5  | Государственный Русский музей                                                    |
| | Портрет князя А. С. Путятина в детстве                                 | ок. 1815                     | Картон, масло                      | 18,3 × 14,7  | Национальный художественный музей Республики Беларусь                            |
| | Портрет художника И. В. Бугаевского-Благодарного                       | 1816                         | Бумага, пастель                    | 25,7 × 22    | Государственная Третьяковская галерея                                            |
| | Портрет неизвестной                                                    | 1818                         | Бумага, пастель                    | 27 × 21,9    | Государственная Третьяковская галерея                                            |
| | Портрет княжны В. С. Путятиной                                         | Вторая половина 1810-х       | Дерево, масло                      | 30 × 23,5    | Государственная Третьяковская галерея                                            |
| | Портрет А. С. Стромилова                                               | Вторая половина 1810-х       | Пастель, пергамент                 | 28,3 × 23,2  | Государственный Русский музей                                                    |
| | Портрет Л. А. Стромиловой                                              | Вторая половина 1810-х       | Пастель, пергамент                 | 28,3 × 23,2  | Государственный Русский музей                                                    |
| | Портрет М. А. Венециановой                                             | Вторая половина 1810-х       | Холст, масло                       | 67,5 × 52    | Государственный Русский музей                                                    |
| | Портрет В.М. Веселкова                                                 | Вторая половина 1810-х       | Бумага, пастель                    | 41,3 × 39    | Музей личных коллекций                                                           |
| | Портрет Веселковой                                                     | Вторая половина 1810-х       | Пергамент, пастель                 | 42,5 × 34,5  | Государственный Русский музей                                                    |
| | Крестьянин со скрещенными руками                                       | 1810-е                       | Дерево, масло                      | 29,5 × 24    | Государственный Русский музей                                                    |
| | Портрет неизвестной в белом платье                                     | 1810-е                       | Пергамент, пастель                 | 53 × 44,5    | Государственный Русский музей                                                    |
| | Крестьянская девушка с серпом во ржи                                   | конец 1810-х – начало 1820-х | Бумага, пастель                    | 36,2 × 27,8  | Государственная Третьяковская галерея                                            |
| | Портрет Н. П. Строгановой (?)                                          | конец 1810-х – начало 1820-х | Бумага, пастель                    | 54 × 43,5    | Государственный Русский музей                                                    |
| | Портрет М.Н. Стромиловой                                               | Около 1820                   | Бумага, пастель                    | 29,5 × 24    | Тверская областная картинная галерея                                             |
| | Портрет Л.А. Стромиловой                                               | Около 1820                   | Пастель, пергамент                 | 28,8 × 23,8  | Государственная Третьяковская галерея                                            |
| | Портрет Е.А. Балкашиной                                                | 1820 или 1821                | Пастель, пергамент                 | 28,5 × 21,7  | Государственная Третьяковская галерея                                            |
| | Анисья                                                                 | 1822                         | Пастель, пергамент                 | 22 × 17,7    | Государственная Третьяковская галерея                                            |
| | Очищение свеклы                                                        | 1822 (?)                     | Бумага, пастель                    | 58 × 68      | Государственный Русский музей                                                    |
| | Гумно                                                                  | 1822–1823                    | Холст, масло                       | 66,5 × 80,5  | Государственный Русский музей                                                    |
| | Утро помещицы                                                          | 1823                         | Дерево, масло                      | 41,5 × 32,5  | Государственный Русский музей                                                    |
| | Спящий пастушок                                                        | Между 1823 и 1826            | Дерево, масло                      | 27,5 × 36,5  | Государственный Русский музей                                                    |
| | Крестьянский мальчик, надевающий лапти                                 | Между 1823 и 1826            | Холст, масло                       | 37 × 28      | Государственный Русский музей                                                    |
| | Крестьянка с косой и граблями (Пелагея)                                | Не позднее 1824              | Дерево, масло                      | 22,5 × 17,5  | Государственный Русский музей                                                    |
| | Девушка с бураком                                                      | Не позднее 1824              | Дерево, масло                      | 29,5 × 23,5  | Государственный Русский музей                                                    |
| | «Вот-те и батькин обед!»                                               | 1824                         | Холст, масло                       | 25,8 × 20,8  | Государственная Третьяковская галерея                                            |
| | Девушка с подойником                                                   | 1824                         | Холст, масло                       | 42 × 32      | Краснодарский краевой художественный музей имени Ф. А. Коваленко                 |
| | Захарка                                                                | 1825                         | Картон, масло                      | 39,8 × 30,7  | Государственная Третьяковская галерея                                            |
| | Голова крестьянина                                                     | 1825                         | Холст, масло                       | 41 × 31,6    | Государственная Третьяковская галерея                                            |
| | На пашне. Весна                                                        | Первая половина 1820-х       | Холст, масло                       | 52,3 × 66,7  | Государственная Третьяковская галерея                                            |
| | Сенокос                                                                | Середина 1820-х              | Холст, масло                       | 66 × 54      | Государственная Третьяковская галерея                                            |
| | На жатве. Лето                                                         | Середина 1820-х              | Холст, масло                       | 60,6 × 49    | Государственная Третьяковская галерея                                            |
| | Молочница (Крестьянка с подойником)                                    | Не позднее 1826              | Холст, масло                       | 31,5 × 24,5  | Государственный Русский музей                                                    |
| | Жница                                                                  | Не позднее 1826              | Холст, масло                       | 30 × 24      | Государственный Русский музей                                                    |
| | Портрет А. А. Венециановой                                             | Не позднее 1826              | Холст, масло                       | 40,4 × 32,6  | Государственная Третьяковская галерея                                            |
| | Портрет Настеньки Хавской                                              | 1826                         | Холст, масло                       | 66,4 × 48,7  | Художественная культура Русского Севера                                          |
| | Крестьянка, опершаяся на руку                                          | Не позднее 1827              | Картон, масло                      | 22 × 17,5    | Государственный Русский музей                                                    |
| | Голова старика                                                         | Не позднее 1827              | Холст, масло                       | 54,5 × 42,5  | Государственный Русский музей                                                    |
| | Портрет П.В. Хавского                                                  | 1827                         | Холст, масло                       | 54,4 × 43,5  | Новгородский музей-заповедник                                                    |
| | Портрет Н. М. Карамзина                                                | 1828                         | Холст, масло                       | 78 × 65,5    | Всероссийский музей А. С. Пушкина                                                |
| | Портрет М. М. Философовой                                              | 1828                         | Холст, масло                       | 70,8 × 60,5  | Государственная Третьяковская галерея                                            |
| | Портрет М. А. Венециановой в русском наряде                            | Конец 1820-х                 | Холст, масло                       | 91,9 × 71,8  | Государственная Третьяковская галерея                                            |
| | Крестьянская девушка с теленком                                        | Конец 1820-х                 | Холст, масло                       | 65,5 × 53    | Государственная Третьяковская галерея                                            |
| | Крестьянка в синем сарафане                                            | Конец 1820-х                 | Холст, масло                       | 42,6 × 32    | Государственная Третьяковская галерея                                            |
| | Жнецы                                                                  | Конец 1820-х                 | Холст, масло                       | 66,7 × 52    | Государственный Русский музей                                                    |
| | Девушка в платке                                                       | Конец 1820-х (?)             | Холст, масло                       | 40,4 × 31,1  | Государственный Русский музей                                                    |
| | Девушка в платке                                                       | Конец 1820-х (?)             | Холст, масло                       | 38 × 27,5    | Государственный Русский музей                                                    |
| | Девушка с теленком                                                     | 1829                         | Холст, масло                       | 37 × 31      | Музей личных коллекций                                                           |
| | Купальщицы                                                             | 1829                         | Холст, масло                       | 52,5 × 36,5  | Государственный Русский музей                                                    |
| | Старая няня в шлычке                                                   | 1829 (?)                     | Холст, масло                       | 67 × 52      | Государственный Русский музей                                                    |
| | Крестьянские дети в поле (Мальчик с двумя девочками)                   | 1820-е                       | Холст, масло                       | 38,5 × 30    | Государственный Русский музей                                                    |
| | Крестьянка с васильками                                                | 1820-е                       | Холст, масло                       | 49 × 37,1    | Государственная Третьяковская галерея                                            |
| | Крестьянка с бабочками                                                 | 1820-е                       | Холст, масло                       | 38,8 × 31,8  | Рязанский государственный областной художественный музей имени И. П. Пожалостина |
| | Старушка-крестьянка                                                    | 1820-е                       | Дерево, масло                      | 29,5 × 22    | Национальный художественный музей Республики Беларусь                            |
| | Два крестьянских мальчика со змеем                                     | 1820-е                       | Холст, масло                       | 20,5 × 16    | Государственный Русский музей                                                    |
| | Крестьянин, отрезающий ломоть хлеба                                    | 1820-е                       | Дерево, масло                      | 30 × 23,5    | Государственный Русский музей                                                    |
| | Пастушок с дудкой                                                      | 1820-е                       | Дерево, масло                      | 32,1 × 27    | Тверская областная картинная галерея                                             |
| | Портрет П. И. Милюкова                                                 | 1820-е                       | Холст, масло                       | 65,5 × 50    | Тверская областная картинная галерея                                             |
| | Портрет А. А. Воронова                                                 | 1820-е                       | Холст, масло                       | 59,5 × 47,5  | Национальная картинная галерея Армении                                           |
| | В бане. Эскиз                                                          | Конец 1820-х – начало 1830-х | Картон, масло                      | 24,7 × 18,8  | Государственная Третьяковская галерея                                            |
| | Кормилица с ребенком                                                   | Начало 1830-х                | Холст, масло                       | 66,7 × 53    | Государственная Третьяковская галерея                                            |
| | Купальщица                                                             | Начало 1830-х                | Холст, масло                       | 97 × 77      | Государственный Русский музей                                                    |
| | Первые шаги (Крестьянка с ребёнком)                                    | Начало 1830-х                | Холст, масло                       | 51,5 × 60    | Государственный Русский музей                                                    |
| | Первые шаги (Крестьянка с ребёнком)                                    | Начало 1830-х                | Холст, масло                       | 51 × 60      | Государственная Третьяковская галерея                                            |
| | Вакханка                                                               | Около 1832                   | Холст, масло                       | 53,5 × 36,2  | Государственная Третьяковская галерея                                            |
| | Портрет детей Путятиных                                                | 1831–1833                    | Картон, масло                      | 34,5 × 27,8  | Государственная Третьяковская галерея                                            |
| | Портрет князя В. П. Кочубея в его кабинете                             | Между 1831 и 1834            | Холст, масло                       | 144 × 106    | Государственный Русский музей                                                    |
| | Предстательство Богоматери за воспитанниц Смольного института          | Между 1832 и 1835            | Холст, масло                       | 489 × 249    | Государственный Русский музей                                                    |
| | Портрет А. А. и Ф. А. Венециановых, дочерей художника                  | Первая половина 1830-х       | Холст, масло                       | 64 × 50      | Государственный Русский музей                                                    |
| | Пётр Великий. Основание Санкт-Петербурга                               | 1838                         | Холст, масло                       | 260 × 351    | Государственная Третьяковская галерея                                            |
| Почти сразу после написания, при переносе в детскую музыкальную школу картина была сильно повреждена и частично переписана реставратором (голова Петра, Гром-камень и т.д.). На плановой реставрации в 2005 г. на рентгенограмме обнаружили второй слой, после чего верхний (неавторский) был удалён. |                                                                        |                              |                                    |              |                                                                                  |
| | Проводы рекрута                                                        | Конец 1830-х                 | Холст, масло                       | 76 × 92      | Павловск (музей-заповедник)                                                      |
| | Возвращение солдата                                                    | Конец 1830-х                 | Холст, масло                       | 79 × 97,5    | Государственный Русский музей                                                    |
| | Первые шаги (Крестьянка с ребёнком)                                    | 1839                         | Холст, масло                       | 36,5 × 52,5  | Константиновский дворец                                                          |
| | Причащение умирающей                                                   | 1839                         | Холст, масло                       | 76 × 94      | Государственная Третьяковская галерея                                            |
| | Пряха                                                                  | 1830-е                       | Картон, масло                      | 23,3 × 18,9  | Государственная Третьяковская галерея                                            |
| | Крестьянская девушка                                                   | 1830-е                       | Холст, масло                       | 42 × 38      | Национальная картинная галерея Армении                                           |
| | Старая крестьянка с клюкой                                             | 1830-е                       | Холст, масло                       | 61,7 × 49    | Государственная Третьяковская галерея                                            |
| | Девушка в голубом сарафане                                             | 1830-е                       | Холст, масло                       | 49 × 37      | Вятский художественный музей имени В. М. и А. М. Васнецовых                      |
| | Мальчик с розгой                                                       | 1830-е                       | Холст, масло                       | 49 × 37,5    | Государственный Русский музей                                                    |
| | Девушка на сеннике                                                     | 1830-е                       | Холст, масло                       | 83,5 × 102   | Государственный Русский музей                                                    |
| | Портрет И. П. Попова                                                   | 1830-е                       | Холст, наклеенный на картон, масло | 12,3 × 10    | Тверская областная картинная галерея                                             |
| | Портрет детей Панаевых с няней                                         | 1841                         | Холст, масло                       | 80,5 × 66,7  | Государственная Третьяковская галерея                                            |
| | Гадание на картах                                                      | 1842                         | Холст, масло                       | 75,5 × 62    | Государственный Русский музей                                                    |
| | Крестьянская девушка за вышиванием                                     | 1843                         | Картон, масло                      | 27 × 21,4    | Государственная Третьяковская галерея                                            |
| | Крестьянская девушка с башмачками в руках                              | 1844                         | Холст, масло                       | 33 × 33      | Государственный Русский музей                                                    |
| | Туалет Дианы                                                           | 1847                         | Холст, масло                       | 162,5 × 97,3 | Государственная Третьяковская галерея                                            |
| | Крестьянка Тверской губернии                                           | 1840-е                       | Холст, масло                       | 67 × 50,5    | Государственный Русский музей                                                    |
| | Спящая девушка                                                         | 1840-е                       | Холст, масло                       | 53,2 × 68    | Нижегородский государственный художественный музей                               |
| | Девочка с гармоникой                                                   | 1840-е                       | Холст, масло                       | 40 × 30      | Нижегородский государственный художественный музей                               |
| | Головы крестьян                                                        |                              | Холст, масло                       | 42 × 37,4    | Саратовский художественный музей имени А. Н. Радищева                            |
| | Амур на ветке. Декоративное панно                                      | 1840-е                       | Бумага на картоне, масло           | 24 × 35      | Государственный Русский музей                                                    |
| | Девушка на качелях. Левая часть панно                                  | 1840-е                       | Холст, масло                       | 129 × 49     | Государственный Русский музей                                                    |
| | Девушка на качелях. Правая часть панно                                 | 1840-е                       | Холст, масло                       | 129 × 49     | Государственный Русский музей                                                    |